# أوفه أندرسن
أوفه أندرسن (بالنرويجية البوكمول: Ove Andersen)‏ هو محامي وقاضي وسياسي نرويجي، ولد في 5 مايو 1878 في آرندال في النرويج، وتوفي في 21 يونيو 1928. حزبياً، نشط في حزب المحافظين. وقد انتخب عضو برلمان النرويج ‏ عن دائرة Market towns of Telemark and Aust-Agder counties ‏ (1928 – 1930) وانتخب عضو برلمان النرويج ‏ عن دائرة Market towns of Telemark and Aust-Agder counties ‏ (1925 – 1927) وانتخب عمدة آرندال (1919 – 1924).